# Birger Larsen
Birger Hvirring Larsen (ur. 27 marca 1942 w Kopenhadze, zm. 28 stycznia 2024) – piłkarz duński grający podczas kariery na pozycji obrońcy.

## Kariera klubowa
Całą karierę piłkarską Birger Larsen spędził w klubie Boldklubben Frem. Z Fremem zdobył wicemistrzostwo Danii w 1966 i 1967.
| Sezon | Klub             | Kraj  | Rozgrywki   | Mecze | Bramki |
| ----- | ---------------- | ----- | ----------- | ----- | ------ |
| 1961  | Boldklubben Frem | Dania | 1. division | 22    | 0      |
| 1962  | Boldklubben Frem | Dania | 1. division | 9     | 0      |
| 1963  | Boldklubben Frem | Dania | 1. division | 20    | 0      |
| 1964  | Boldklubben Frem | Dania | 1. division | 22    | 0      |
| 1965  | Boldklubben Frem | Dania | 1. division | 22    | 0      |
| 1966  | Boldklubben Frem | Dania | 1. division | 22    | 0      |
| 1967  | Boldklubben Frem | Dania | 1. division | 16    | 0      |
| 1968  | Boldklubben Frem | Dania | 1. division | 22    | 0      |
| 1969  | Boldklubben Frem | Dania | 1. division | 10    | 0      |

## Kariera reprezentacyjna
W reprezentacji Danii Larsen zadebiutował 29 czerwca 1964 w wygranym 4-0 meczu eliminacji Pucharu Narodów Europy z Albanią. W 1964 uczestniczył w Pucharze Narodów Europy. Dania zajęła ostatnie, czwarte miejsce a Larsen wystąpił w obu jej meczach. Ostatni raz w reprezentacji wystąpił 26 czerwca 1966 w przegranym 0-1 meczu Mistrzostw Nordyckich z Norwegią. Od 1963 do 1966 roku rozegrał w kadrze narodowej 12 meczów.
| Mecze i gole w reprezentacji | Mecze i gole w reprezentacji | Mecze i gole w reprezentacji | Mecze i gole w reprezentacji | Mecze i gole w reprezentacji | Mecze i gole w reprezentacji | Mecze i gole w reprezentacji |
| #                            | Data                         | Miasto                       | Przeciwnik                   | Gol                          | Wynik                        | Rozgrywki                    |
| ---------------------------- | ---------------------------- | ---------------------------- | ---------------------------- | ---------------------------- | ---------------------------- | ---------------------------- |
| 1.                           | 29.06.1963                   | Kopenhaga                    | Albania                      |                              | 4:0                          | el. ME                       |
| 2.                           | 15.09.1963                   | Oslo                         | Norwegia                     |                              | 4:0                          | Mistrzostwa Nordyckie        |
| 3.                           | 17.06.1964                   | Barcelona                    | ZSRR                         |                              | 0:3                          | Euro 64                      |
| 4.                           | 20.06.1964                   | Barcelona                    | Węgry                        |                              | 1:3                          | Euro 64                      |
| 5.                           | 28.06.1964                   | Malmö                        | Szwecja                      |                              | 1:4                          | Mistrzostwa Nordyckie        |
| 6.                           | 06.09.1964                   | Helsinki                     | Finlandia                    |                              | 1:2                          | Mistrzostwa Nordyckie        |
| 7.                           | 11.10.1964                   | Kopenhaga                    | Norwegia                     |                              | 2:0                          | Mistrzostwa Nordyckie        |
| 8.                           | 21.10.1964                   | Kopenhaga                    | Walia                        |                              | 1:0                          | el. MŚ                       |
| 9.                           | 26.09.1965                   | Oslo                         | Norwegia                     |                              | 2:2                          | Mistrzostwa Nordyckie        |
| 10.                          | 30.05.1966                   | Kopenhaga                    | Turcja                       |                              | 0:0                          | towarzyski                   |
| 11.                          | 21.06.1966                   | Esbjerg                      | Portugalia                   |                              | 1:3                          | towarzyski                   |
| 12.                          | 26.06.1966                   | Kopenhaga                    | Norwegia                     |                              | 0:1                          | Mistrzostwa Nordyckie        |